# Caroline Pipping
Caroline Pipping, född 12 juni 1958 i Helsingfors, är en finländsk konstnär. 
Pipping studerade 1979–1981 vid konstskolan i Kankaanpää och 1981–1987 vid Finlands konstakademis skola. I hennes måleri kan ses spår från både en barndomsvistelse i Zambia och senare resor till Indien. Redan hennes första separatutställning 1987, som hon kallade "Brev från paradiset", visade hennes egenart: ett personligt, expressivt och självutlämnande måleri där hon bearbetar egna upplevelser. Den följande utställningen 1988 reflekterade hennes möten med Michelangelos konst. Under senare år har hon fortsatt att i postmodernistisk anda kombinera det figurativa med monokroma färgytor i en mera dekorativ anda. År 1997 uppmärksammades hon med en stor utställning i Amos Andersons konstmuseum (katalog med introduktion av Kuutti Lavonen).